# Apfelschuss

Darstellung von Otto von Leixner, 1880

Das Motiv vom Apfelschuss ist mehreren europäischen Sagen gemeinsam. Sie stimmen darin überein, dass der Held einen Apfel vom Kopf seines Kindes zu schießen hat und dass er einen Pfeil bereithält, um im Falle eines Fehlschusses denjenigen zu töten, der ihm den Befehl gegeben hat. In allen Sagen gelingt der Meisterschuss.
Die älteste bekannte Version der Sage wird von Saxo Grammaticus über den dänischen Helden Toko überliefert. Dieser soll den Schuss im Auftrag des Königs Harald Blauzahn tun. Auf die Frage, warum er einen zweiten Pfeil bereitgehalten habe, entgegnet er, damit habe er den König im Falle eines Fehlschusses töten wollen. Für diese Antwort wird er mit dem Auftrag bestraft, eine lebensgefährliche Fahrt mit Skiern von einem Felsen zu unternehmen, und besteht auch diese Probe.
In der Version der Thidrekssaga erhält Egil, der Bruder Wielands, des Schmiedes, den Auftrag von König Nidung. Egil soll den Apfel vom Kopf seines dreijährigen Sohnes schießen und hält für den Schuss auf den König zwei weitere Pfeile bereit. Seine Aussage, er habe bei einem Fehlschuss den König töten wollen, wird nicht bestraft.
In der Sage von Wilhelm Tell, die unter anderem im Weißen Buch von Sarnen und von Aegidius Tschudi überliefert wird, antwortet Tell auf die Frage zunächst, das sei des Schützen Gewohnheit, bis er auf die Garantie hin, dass sein Leben sicher sei, sich zu der mutigen Antwort entschließt. Der Apfelschuss dient Friedrich Schiller dazu, in seinem Drama Wilhelm Tell die Ermordung des Landvogts Gessler zu motivieren.
Im Hexenhammer wird die Sage des Punker von Rohrbach geschildert, der einem Fürsten seine übernatürlichen Schießkünste beweisen soll, indem er eine Münze vom Kopf seines Sohnes schießt. Auch er hält einen zweiten Pfeil bereit, um den Fürsten zu töten, falls er seinen Sohn getroffen hätte.
In den 1960er Jahren legte der deutsche Fernsehsender ZDF auf der Grundidee des Apfelschusses eine populäre Spielshow namens Der goldene Schuß auf.